# アリー・グロス
アリー・グロス（Arye Gross、1960年3月17日 - ）は、アメリカ合衆国の俳優。ロサンゼルス出身。カリフォルニア大学アーバイン校卒業。
テレビドラマ『キャッスル 〜ミステリー作家は事件がお好き』のシドニー・パールマター検視官役で知られる。

## 主な出演作品

### 映画
- エクスタミネーター2 Exterminator 2 (1984)
- 彼女はハイスクール・ボーイ Just One of the Guys (1985)
- ミスター・ソウルマン Soul Man (1986)
- ガバリン2 タイムトラぶラー（英語版） House II: The Second Story (1987)
- カウチ・トリップ The Couch Trip (1988)
- テキーラ・サンライズ Tequila Sunrise (1989)
- エキスパーツ The Experts (1989)
- キャデラック 俺たちの1,000マイル Coupe de Ville (1990)
- フォー・ザ・ボーイズ For the Boys (1991)
- 真夜中の戦場/クリスマスを贈ります A Midnight Clear (1992)
- ボディコン・モデルは殺しがお好き!? Hexed (1993)
- マザーナイト Mother Night (1996)
- メタル・スポイラー Spoiler (1998)
- ビッグエデン Big Eden (2000)
- 60セカンズ Gone in Sixty Seconds  (2000)
- マイノリティ・リポート Minority Report (2002)
- グレイ・ガーデンズ 追憶の館 Grey Gardens (2009)

### テレビドラマ
- ナイトライダー Knight Rider Season 3 #17 (1985)
- プロファイラー/犯罪心理分析官 Profiler (1997-1998)
- ザ・プラクティス ボストン弁護士ファイル The Practice (1997-2002)
- Dr.マーク・スローン Diagnosis Murder (1998)
- シックス・フィート・アンダー Six Feet Under (2003)
- CSI:科学捜査班 CSI: Crime Scene Investigation (2003,2012)
- ザ・リッチズ The Riches (2007-2008)
- ディフェンダーズ 闘う弁護士 The Defenders (2010-2011)
- キャッスル 〜ミステリー作家は事件がお好き Castle (2009-2015)